# Allium pseudostrictum
Allium pseudostrictum — багаторічна рослина родини амарилісових, поширена у східній Туреччині, Вірменії, Азербайджані, Грузії, північно-західному Ірані, на Північному Кавказі.

## Опис

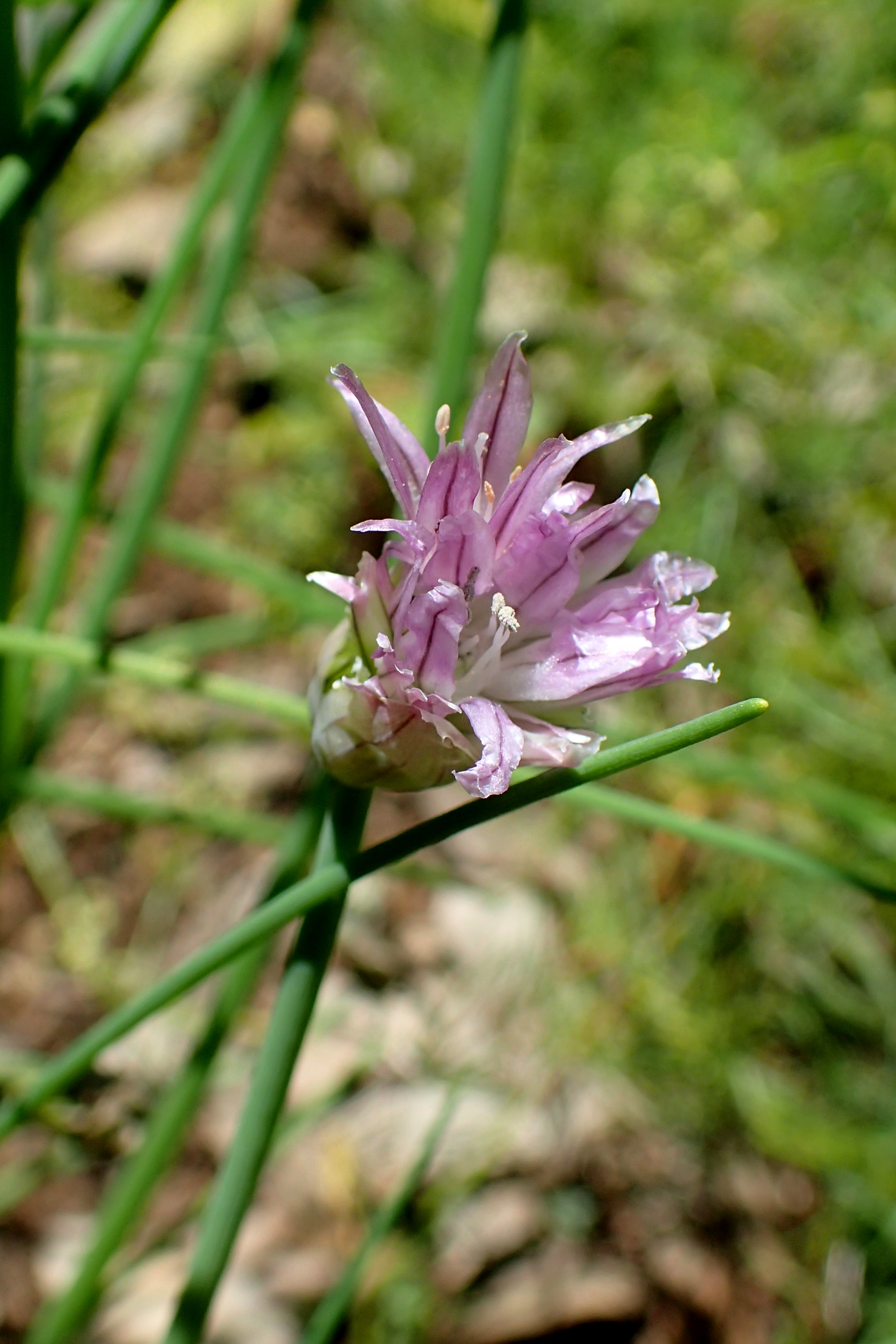
Окрема квітка наближено.

Цибулини прикріплені до кореневища, від вузькоконічних до циліндричних, діаметром 10–20 мм, зовнішні туніки сірувато-коричневі. Стебло 20–40(45) см завдовжки. Листків 2–5, плоскі, 2–4,5 мм завширшки, вузьколінійні, тупі. Суцвіття майже круглої форми, діаметром 2,5–3 см, 1,5–2 см завдовжки, багатоквіткове. Квітки овально-дзвоникуваті. Листочки оцвітини рожеві або бузкові до блакитних, глянцеві, еліптичні, довжиною 5–7 мм, із закругленою або злегка підгострою верхівкою. Пиляки від зелених до бузкових.

## Поширення
Поширений на сході Туреччині, у Вірменії, Азербайджані, Грузії, північно-західному Ірані, на Північному Кавказі (Росія). Населяє субальпійсько-альпійські луки та кам’янисті схили.